# Tiopłyj Stan (stacja kolejowa)
Tiopłyj Stan (ros. Тёплый Стан) – stacja kolejowa w miejscowości Umiot, w rejonie zubowopolańskim, w Mordowii, w Rosji. Położona jest na linii Moskwa – Riazań – Samara.